# Madonna in gloria con quattro santi
La Madonna in gloria con quattro santi è un dipinto a olio su tavola (205x309 cm) di Andrea del Sarto e collaboratori, databile al 1530 e conservato nella Galleria Palatina di Firenze.

## Storia
L'opera era stata dipinta per la badia vallombrosana di Poppi dedicata a san Fedele di Como. Si tratta una delle ultime opere dipinte dall'artista, lasciata incompiuta alla sua morte e completata da Vincenzo Bonilli detto Morgante, il quale appose forse la data sulla ruota di santa Caterina, ritenuta apocrifa. Nel 1531 è registrato un pagamento per l'opera alla vedova di Andrea del Sarto.
Ferdinando III di Lorena acquistò la tavola nel 1818, dopo un sopralluogo da parte di Antonio Ramirez di Montalvo e del restauratore Samperi. L'attribuzione dell'opera è stata discordante nella critica, riguardo alla percentuale di autografia di Andrea del Sarto, ma il restauro del 1986 ha confermato che il Bonilli dovette eseguire solo gli ultimi ritocchi.
Ne esistono numerosi studi preparatori.

## Descrizione e stile
Nell'eseguire la tavola Andrea del Sarto attinse, come di consueto negli ultimi anni, al proprio repertorio, ridisegnando schemi già usati in opere come l'Assunta Passerini o la Disputa sulla Trinità.
La metà inferiore è occupata da un gruppo di quattro santi legati ai vallombrosani di Poppi, in cui si riconoscono, da sinistra, san Bernardo degli Uberti, vestito da vescovo col saio e col cappello cardinalizio a terra, san Fedele di Como titolare della chiesa, con la spada e l'armatura, santa Caterina d'Alessandria, con la ruota spezzata, e san Giovanni Gualberto, col bastone e il crocifisso. Essi sono disposti in primo piano, con una collocazione che forza il semplice allineamento, creando un insieme più vario, dove i due santi in ginocchio al centro sono ora arretrati ora avanzati, e riguardano verso lo spettatore coinvolgendolo. Il paesaggio roccioso di speroni dirupati ha un che di fantastico e ricorda forse le asperità del Casentino.
La metà superiore mostra la Madonna in gloria, seduta in una nube tra una corona luminosa e di angioletti.
La composizione appare così riccamente articolata, con inedite sottigliezze esecutive fatte di toni ora scintillanti ora trasparenti. Gli accostamenti sono intonati su scelte inconsuete, ora smorzate, ora dissonanti, in analogia con le più avanzate ricerche di Pontormo e Rosso Fiorentino.
La caratterizzazione intensa dei santi anticipa le iconografie devozionali della seconda metà del secolo.